# Упор для копья
Упор для копья (англ. lance-rest) — деталь латного доспеха, а именно крюк или полка, на которую ложилось древко копья, когда кавалерист атаковал.

## История
Упор для копья появился в конце XIV века вместе с латными доспехами и существовал до тех пор, пока были популярны копейные сшибки. Крепился на кирасу с помощью болтов и гаек или на заклёпках возле правой подмышки. Упор для копья выполнялся поворотным — перед копейной сшибкой кавалерист поворачивал его вперёд и клал на него копьё, которое придерживал правой рукой, перед рукопашным боем упор поворачивали к груди, чтобы он не мешал движениям. Появление упора для копья и других модификаций позволяло увеличивать силу удара для пробития латных доспехов, которые пробить обычным копьем было практически невозможно.

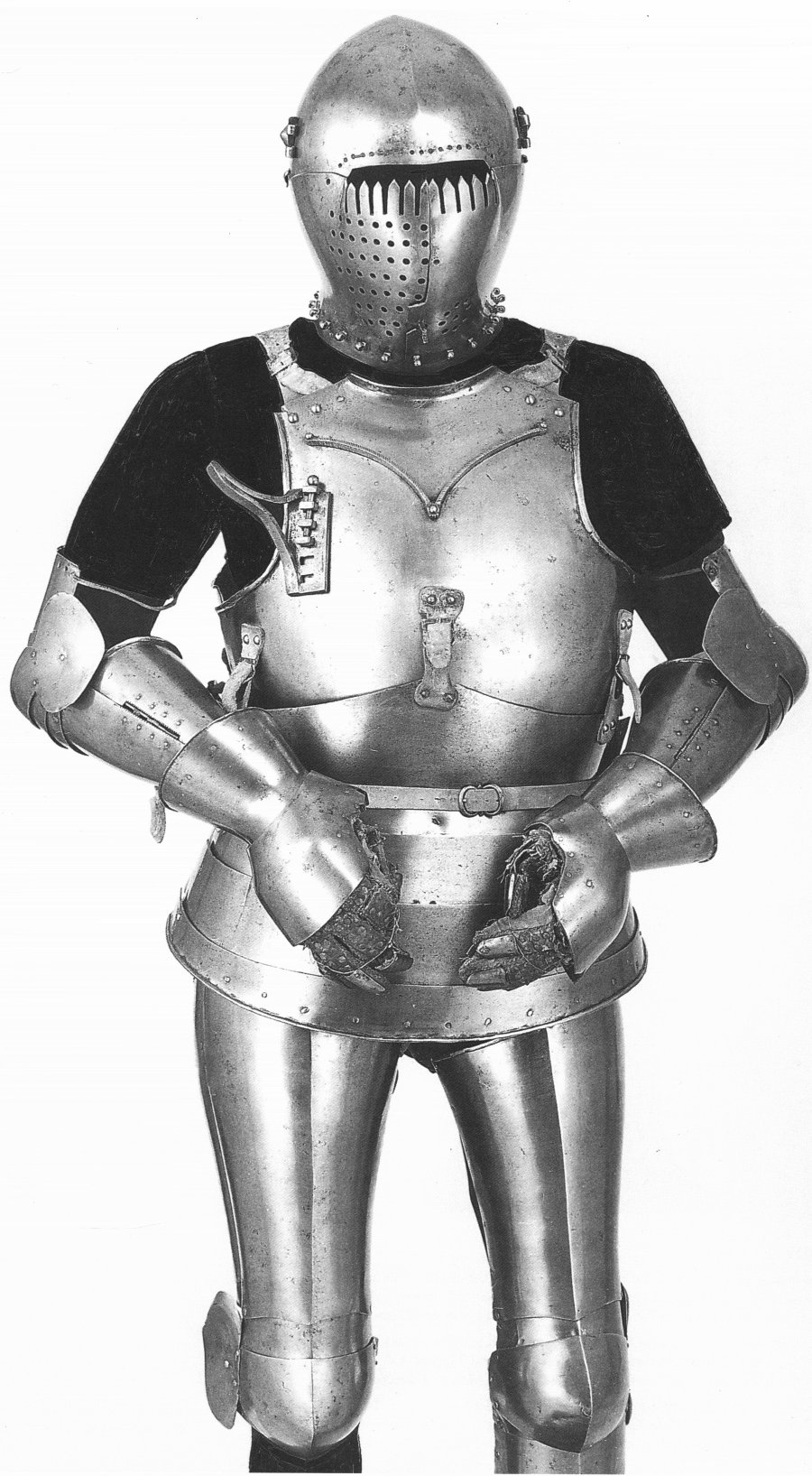
Ранний миланский доспех из коллекции замка Хурбург, около 1410 года. Хорошо виден упор для копья на кирасе.
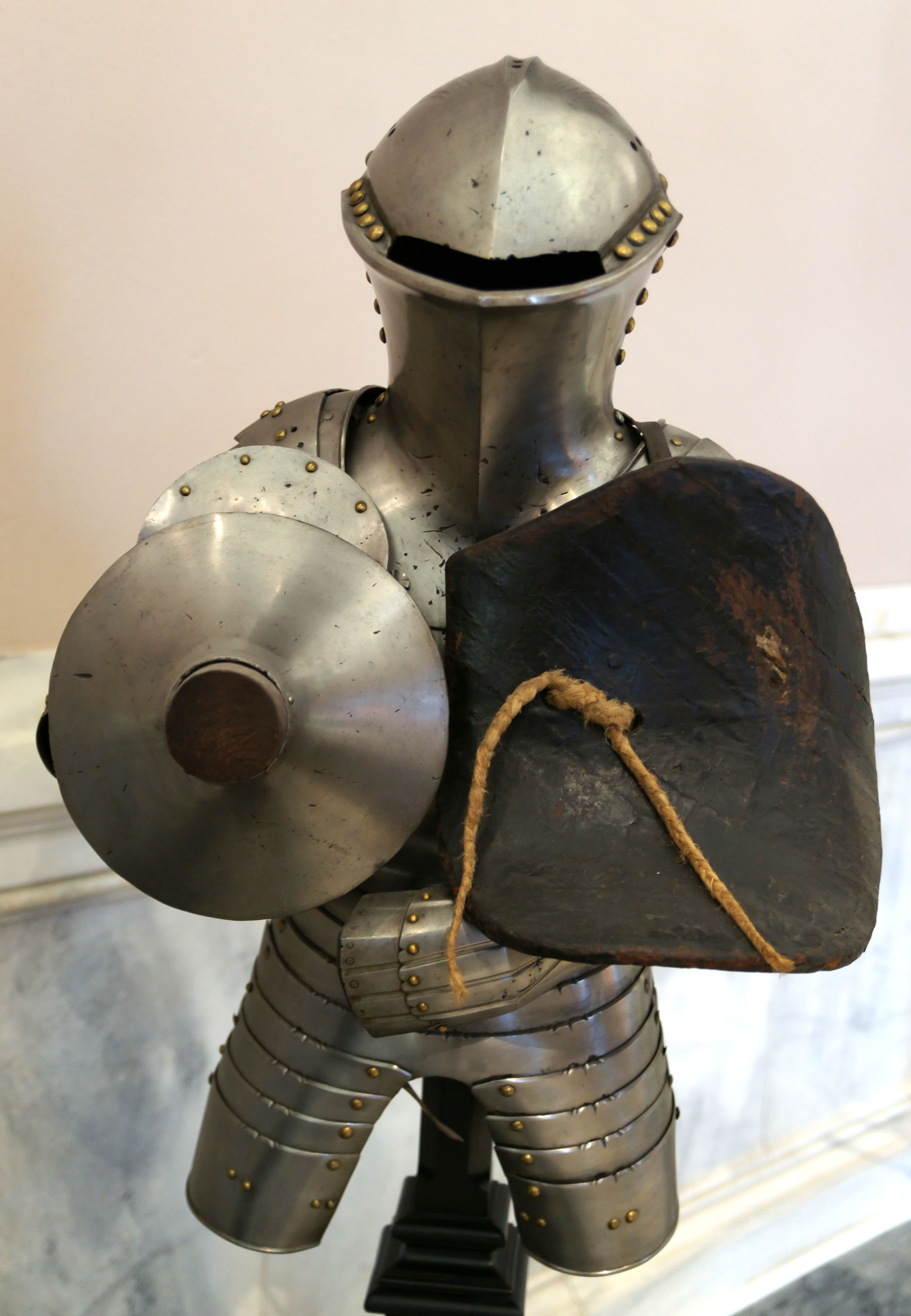
Турнирный доспех Иоанна Твёрдого, выборщика Саксонии (30 июня 1468 г. — 16 августа 1532 г.), созданный около 1497 года. Сейчас находится в Художественно-историческом музее в Вене. Копьё положено на упор и прикрыто спереди вэмплейтом.
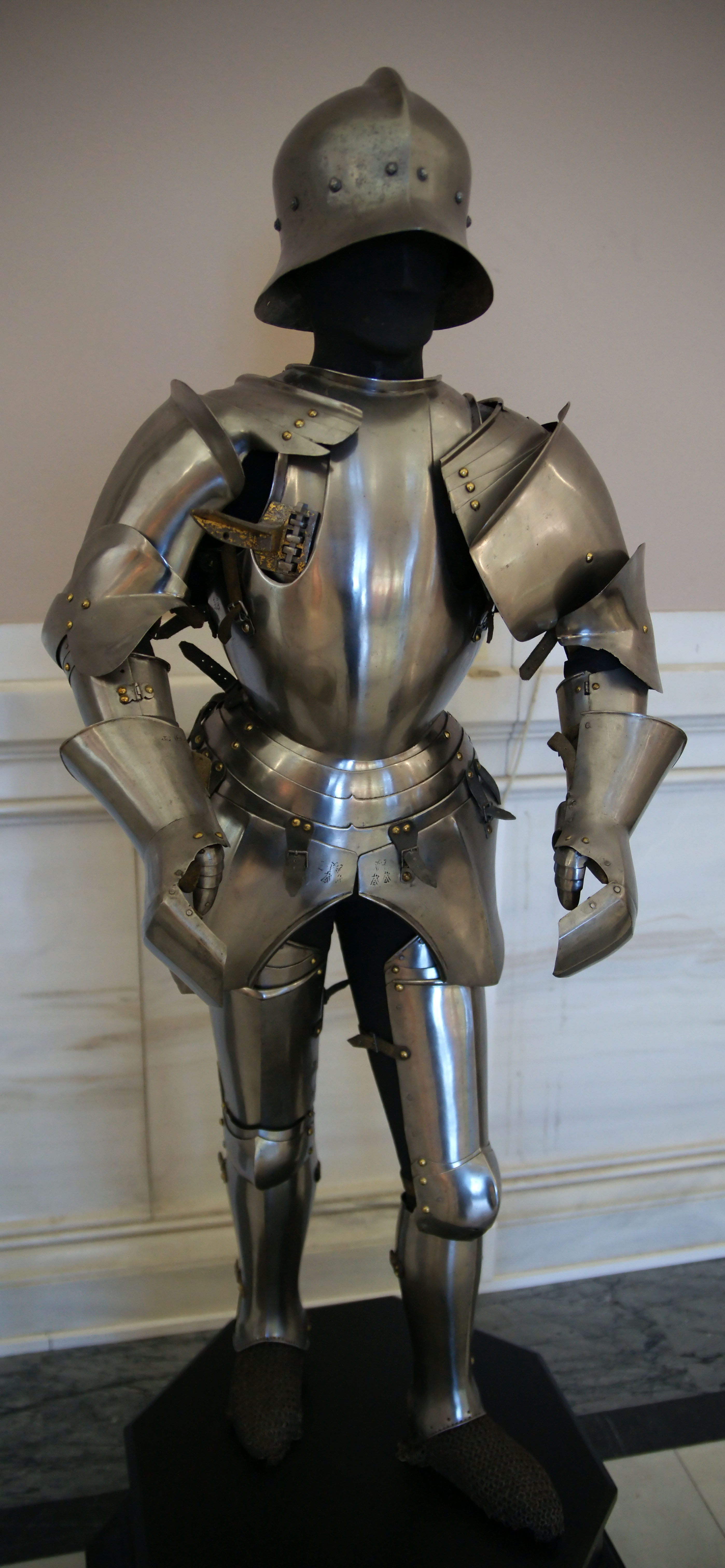
Доспех кондотьера Роберто де Сансеверино, захваченный после его гибели в битве при Каллиано в 1487 году. Сейчас находится в Художественно-историческом музее в Вене. Упор для копья на кирасе.
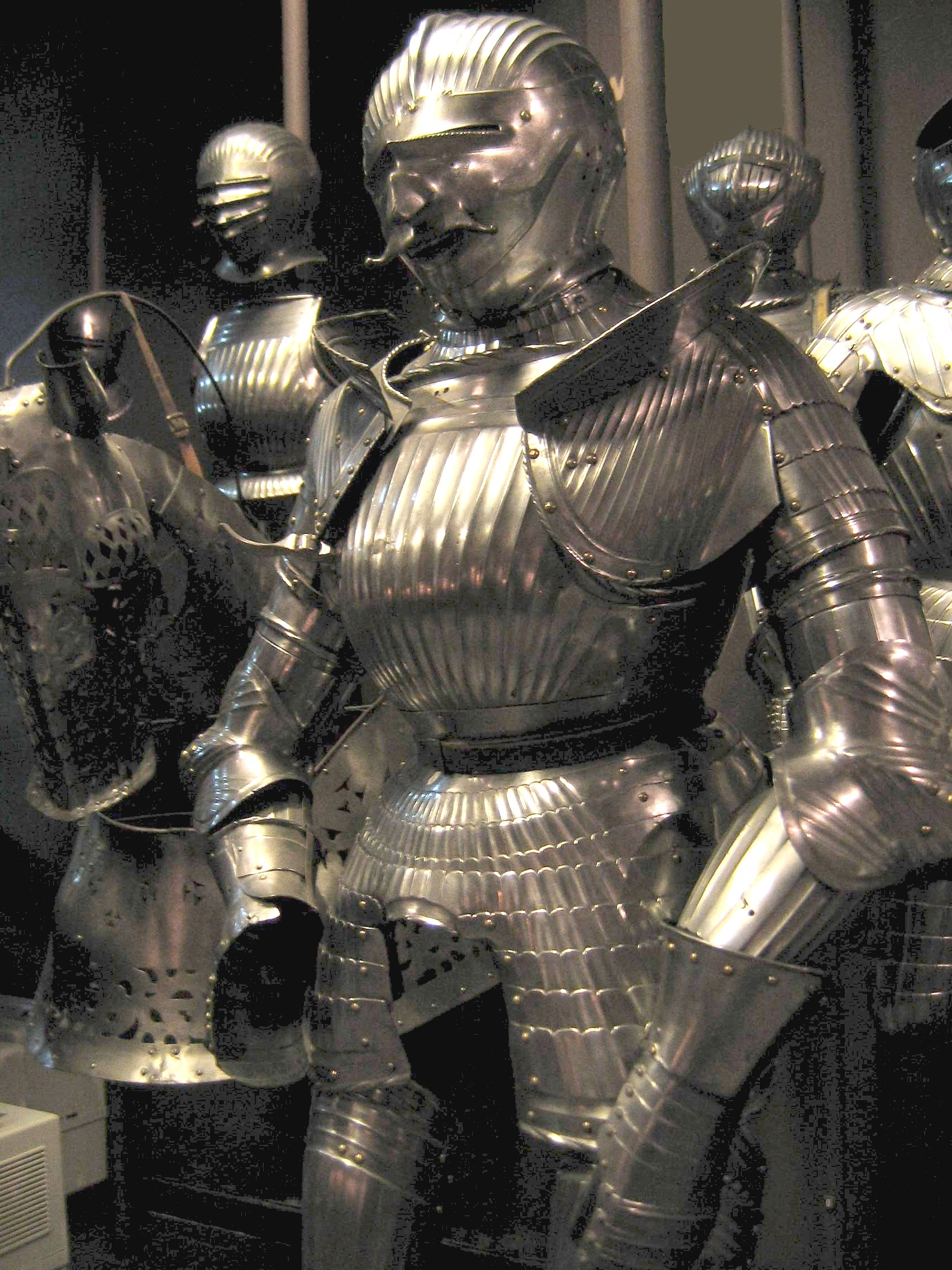
Максимилиановская броня 1514 года из Музея войска польского, Варшава. Упор для копья хорошо виден на кирасе.
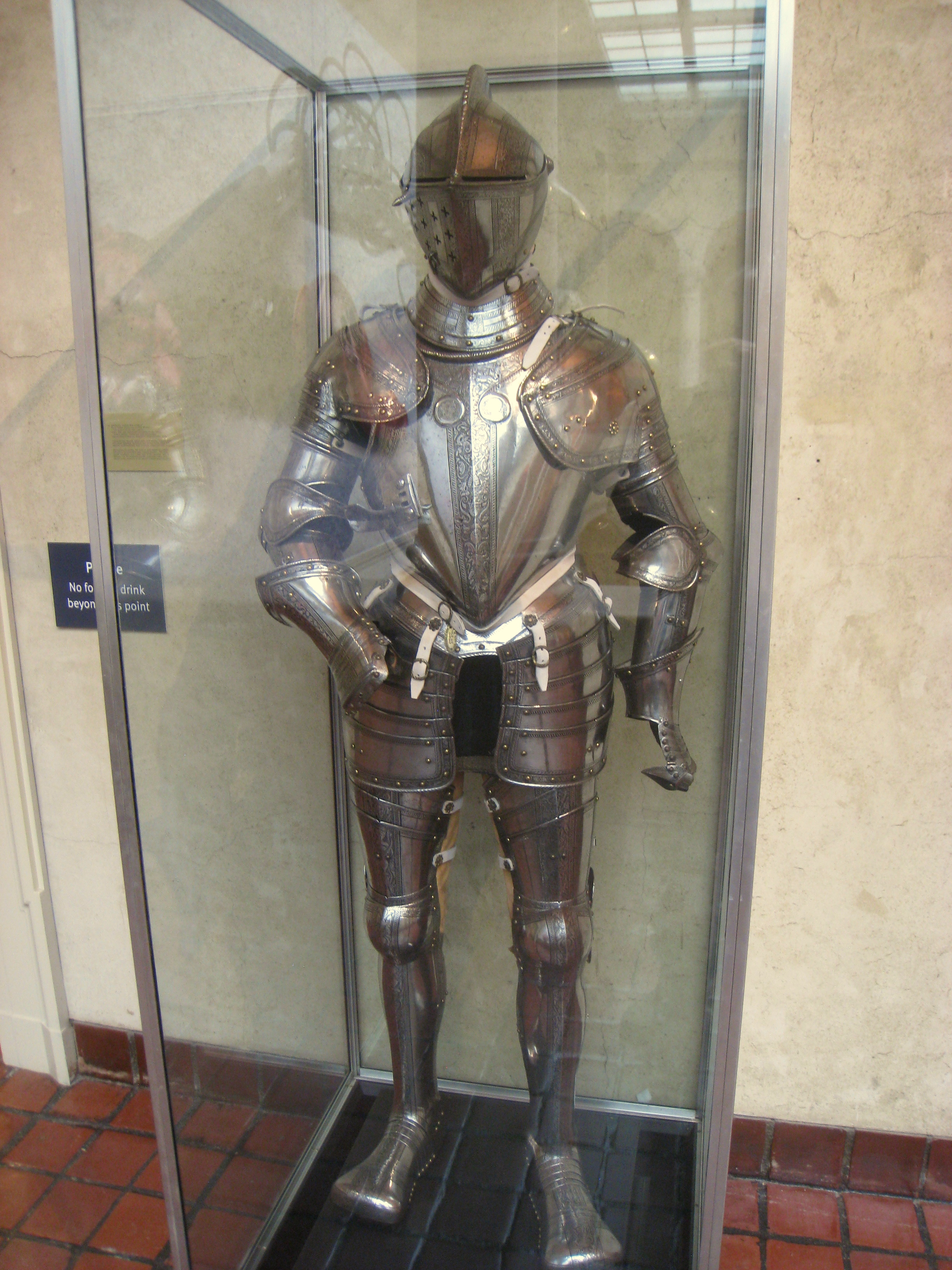
Полный боевой доспех, северная Италия, последняя четверть XVI в. Сейчас находится в музее Вустера, США. Упор для копья на кирасе.